# Weckerath
Weckerath is een gehucht in de deelgemeente Manderfeld en ligt in de Duitstalige gemeenschap in de Belgische provincie Luik.
Het achtervoegsel -rath duidt op een bosontginning in de laatfrankische periode.

## Nabijgelegen kernen
Krewinkel, Manderfeld, Roth bei Prüm, Auw bei Prüm
Deelgemeenten: Büllingen · Manderfeld · Rocherath

Overige kernen: Afst · Allmuthen · Andler Mühle · Berterath · Buchholz · Eimerscheid · Hasenvenn · Hergersberg · Holzheim · Honsfeld · Hüllscheid · Hünningen · Igelmonder Hof · Igelmondermühle · Kehr · Krewinkel · Krinkelt · Lanzerath · Losheimergraben · Medendorf · Merlscheid · Mürringen · Weckerath · Wirtzfeld

Belgische gemeenten · Duitstalige Gemeenschap · Arrondissement Verviers · Luik · Wallonië